# Phoradendron caesalpiniae
Phoradendron caesalpiniae är en sandelträdsväxtart som beskrevs av Ernst Heinrich Georg Ule. Phoradendron caesalpiniae ingår i släktet Phoradendron och familjen sandelträdsväxter. Inga underarter finns listade i Catalogue of Life.